# Nukleon
U kemiji i fizici, nukleoni su čestice koje tvore atomsku jezgru. Jezgra se sastoji od jednog ili više nukleona, a svaki atom se sastoji od jezgre koja je okružena elektronima. Dvije čestice spadaju pod nukleone: neutron i proton. Maseni broj (A) nekog izotopa jednak je broju njegovih nukleona.

Sve do 1960-ih, smatralo se da su nukleoni nedjeljive elementarne čestice. Danas se zna da su sastavljeni od tri kvarka koje na okupu drži jaka nuklearna sila. 